# Rasheed Bello
Rasheed Bello (Chicago, 21 juli 2003) is een Amerikaans basketballer.

## Carrière
Bello speelde collegebasketbal van 2021 tot 2023 voor de Wisconsin-Parkside Rangers. Van 2023 tot 2025 speelde hij voor de Fort Wayne Mastodons. Bello wachtte de NBA draft niet af en tekende in juni 2025 een tweejarig contract bij de Antwerp Giants.